# Programmer sendt af Cartoon Network
Dette er en liste over tv-programmer, tv-udsendelser og tv-serier som i øjeblikket el. tidligere sendes af Cartoon Network, og som andre serier kanalen har fået licens til at vise. Kanalen viser mest tegnefilm, lige fra action til komedie.

## Nuværende sendeflade

### Originale programmer
| Titel           | Premiere       | Nuværende sæson | Noter |
| --------------- | -------------- | --------------- | ----- |
| Bækkens Børn    | 30. marts 2018 | 5               |       |
| Vi' bare bjørne | 1. januar 2022 | 2               |       |

#### Warner Bros. Animation
| Titel                   | Premiere          | Nuværende sæson | Noter |
| ----------------------- | ----------------- | --------------- | ----- |
| Teen Titans Go!         | 23. april 2013    | 8               | [ 1 ] |
| Tiny Toons Looniversity | 9. september 2023 | 1               |       |

#### Hanna-Barbera Studios Europe (Cartoon Network Development Studio Europe)
| Titel                       | Premiere    | Nuværende sæson | Noter |
| --------------------------- | ----------- | --------------- | ----- |
| Gumballs fantastiske verden | 3. maj 2011 | 6               | [ 2 ] |

### I Danmark
- Apple og Onion
- Den tapre prins Ivandoes heroiske færd
- Ninjago
- Clarence

## CN Classics
CN Classics er en samling af ældre tv-programmer og tv-serier tidligere sendt af Cartoon Networksom vises på YouTube. 
Liste over CN Classics:
- Dexters laboratorium (1996)
- Ed, Edd og Eddy (1999)
- Batman: Den tapre og den modige
- Ko og Kylling
- Kodenavn: Naboens Børn (2002–2008)
- Chowder
- Frygtløs den frygtsomme hund
- Johnny Bravo

## Tidligere serier
| Titel                             | Afsnit      | Oprindelig sendt i USA | Oprindelig sendt i USA |
| Titel                             | Afsnit      | Start                  | Slut                   |
| --------------------------------- | ----------- | ---------------------- | ---------------------- |
| The Scooby Doo Show               | 40          | 11. september, 1976    | 23. december, 1978     |
| Tom & Jerry                       | 48          | 3. oktober 1992        | 25. februar 2006       |
| What a Cartoon!                   | 48          | 25. februar 1995       | 29. november 1997      |
| Dexters Laboratorium              | 78          | 4. maj 1996            | 29. november 2003      |
| Johnny Bravo                      | 67          | 12. juli 1997          | 28. august 2004        |
| Ko og Kylling                     | 52          | 19. juli 1997          | 24. juli 1999          |
| Jeg er Væsel                      | 79          | 19. juli 1997          | 4. marts 2000          |
| Powerpuff Pigerne                 | 79          | 21. november 1998      | 24. januar 2009        |
| Ed, Edd og Eddy                   | 65          | 9. januar 1999         | 14. november 2009      |
| Mike, Lu og Og                    | 26          | 13. november 1999      | 19. august 2000        |
| Frygtløs - den frygtsomme hund    | 52          | 13. november 1999      | 23. november 2002      |
| Får i Storbyen                    | 27          | 4. november 2000       | 13. april 2002         |
| Tidspatrulien                     | 26          | 9. juni 2001           | 29. november 2003      |
| Samurai Jack                      | 52          | 11. august 2001        | 25. september 2004     |
| Grum og Grusom                    | 13          | 24. august 2001        | 19. oktober 2002       |
| Kodenavn: Naboens Børn            | 78          | 7. december 2002       | 26. januar 2008        |
| Grumme eventyr med Billy og Mandy | 78          | 14. juni 2003          | 18. oktober 2008       |
| Teen Titans                       |             | 19. juli 2023          | 16. januar 2006        |
| Star Wars: Klonkrigerne           | 25          | 8. november 2003       | 26. marts 2005         |
| Megas XLR                         | 26          | 1. maj 2004            | 22. april 2006         |
| Fosters hjem for fantasivenner    | 79          | 14. august 2004        | 20. november 2010      |
| Hi Hi puffy amiyumi               | 39          | 20. november 2004      | 25. august 2007        |
| Juniper lee                       | 40          | 4. juni 2005           | 14. april 2007         |
| Camp Lazlo                        | 61          | 9. juli 2005           | 29. marts 2008         |
| Min Bedste Ven er en Abe          | 55          | 24. december 2005      | 16. januar 2010        |
| Ben 10                            | 52          | 24. december 2005      | 19. april 2008         |
| Pocoyo                            | 25          | 15. april 2006         | 26. marts 2011         |
| Miss BG                           | 26          | 23. september 2006     | 28. marts 2009         |
| Egerndrengen                      | 26          | 15. juli 2006          | 20. december 2008      |
| Klasse 3000                       | 27          | 4. november 2006       | 31. maj 2008           |
| Jimmys skøre verden               | 20          | 15. september 2007     | 31. maj 2008           |
| Shaggy & Scooby-Doo Get A Clue!   |             | 2006                   | 2008                   |
| Chowder                           | 49          | 3. november 2007       | 7. august 2010         |
| Transformers                      | 42          | 29. december 2007      | 23. maj 2009           |
| Ben 10: Alien Force               | 46          | 19. april 2008         | 27. marts 2010         |
| Flapjack                          | 46          | 7. juni 2008           | 4. september 2010      |
| The Secret Saturdays              | 36          | 4. oktober 2008        | 30. januar 2010        |
| Eventyr Tid                       | 78 bestilt  | 10. april 2010         | Nu                     |
| Ben 10: Ultimate Alien            | 52          | 24. april 2010         | 31. marts 2012         |
| Generator Rex                     | 60          | 24. april 2010         | 5. januar 2013         |
| Regular Show                      | 160 bestilt | 11. september 2010     | Nu                     |
| Sym-Bionic Titan                  | 20          | 18. september 2010     | 9. april 2011          |
| Gumballs fantastiske verden       | 240         | 7. maj 2011            | Nu                     |
| Level Up                          | 35          | 28. januar 2012        | 23. februar 2013       |
| Ben 10: Omniverse                 |             | 4. august 2012         |                        |
| Dreamworks: Dragon                |             | 11. august 2012        |                        |

- The Scooby-Doo Show (1976–1978)
- The New Scooby-Doo Movies (1972–1973)
- Hvalpen Scooby Doo (1988-1991)
- Hva' så Scooby Doo? (2002-2005)
- Scooby-Doos 13 spøgelser (1985)
- Chop Socky Chooks (2008)
- Den lyserøde panter og hans venner (2010)
- Justice League (2001-2005)
- DreamWorks Dragons: Riders of Berk (2012-2013)
- Krampetvillingerne (2001-2006)
- The Looney Tunes Show (2011-2013)
- Redakai: Conquer the Kairu (2011-2013)
- Scooby Doo! Mysterie-banden (2010-2013)
- ThunderCats (2011-2012)
- Transformers: Prime (2010-2012)
- Xiaolin Showdown (2003-2006)

### Europæiske co-produktioner
| Navn               | Amerikansk premieredato | Amerikansk slutdato |
| ------------------ | ----------------------- | ------------------- |
| Spaceout           | 2002                    | 2005                |
| Krampetvillingerne | 2. februar 2002         | 12. august 2006     |
| Robotboy           | 1. november 2005        | 27. september 2008  |
| Chop Socky Chooks  | 7. marts 2008           | 2009                |

### Nuværende serier
Serier med * til sidst bliver kun sendt under "Cartoon Network Classics"
- Eventyr Tid (2010–nu)
- Gumballs Fantastiske Verden (2011–nu)
- Regular Show (2010–nu)

### Andre serier
- Agent Egern (1993)
- Atom Ant (1965-1968)
- Atomic Betty (2004-2008)
- Bakugan Battle Brawlers (2007-2008)
  - Bakugan: Ny Vestroia (2009-2010)
  - Bakugan: Fjenden fra Gundalia (2010-2011)
  - Bakugan: Mechtanium Surge (2011-2012)
- Banana Splits (1968-1970)
- Batman: Den tapre og modige (2009-2011)
- Battle B-Daman (2004)
- Beetlejuice (1989-1992)
- Bernard (2006-nu)
- Beyblade (2001)
  - Beyblade: Metal Saga
    - Beyblade: Metal Fury (2012-2013)
    - Beyblade: Metal Fusion (2010-2011)
    - Beyblade: Metal Masters (2011-2012)
    - Beyblade: Shogun Steel (2013-2014)
- Beywheelz (2012)
- Clarence (2014-2018)
- Dansekat (2017-2020)
- De Fantastiske Fire (2006-2010)
- Min Bedste Ed (2009-2011) i Europa
- Dink, the Little Dinosaur (1989-1991)
- Duck Dodgers (2003-2006)
- Familien Addams (1992-1993)[kilde mangler]
- Familien Flintstone (1960-1966)
- Familien Jetson (1962-1963)
- Fremtidens Batman (1999-2001)[kilde mangler]
- Grønne Lygte (2012-2013)
- Gumballs fantastiske verden (2011-2019)
- Hero 108 (2010-2012)
- Hong Kong Phooey (1977)
- Huckleberry Hound (1958-1962)
- Infinity Train (2019-2021)
- Johnny Test (2005-nu)
- Josie and the Pussycats (1970-1972)
- Koala Brødrene (2004-2006)
- Krampetvillingerne (2002-2006)
- Landet for længe siden (2007-2008)
- Looney Tunes (1955-nu)
- Magnus og Myggen (1995-1996)
- Masken (1995-1997)
- Mesterdetektiven Droopy (1943-1958)
- Motormus fra Mars (2006-2007)
- Mr. Bean (2002-2004)
- Mucha Lucha (2002-2005)
- Ned Neutron (1993-1995)
- OK K.O.! Vi er helte (2013–2019)
- Onkel Morfar (2013-2017)
- Ozzy & Drix (2002-2004)
- Pinky and the Brain (1995-2001)
- Pororo (2003-2009)
- Puppy in my pocket (2011)
- The Quick Draw McGraw Show (1959-1962)
- Radiserne (1965-nu)
- Robotboy (2005-2008)
- Rumnørderne (2005)[kilde mangler]
- Sabrina (1999-2000)
- Sabrinas Hemmelige Liv (2003-2004)
- She-Ra og de mægtige prinsesser (She-Ra and the Princesses of Power) (2018-2020)
- Sidekick (2010-2019)
- The Yogi Bear Show (1961)
- Spaced Out (2002)
- Steven Universe (2013-2020)

- Thomas og vennerne (1984-nu)
- Tintin (1991-1992)[kilde mangler]
- To dumme hunde (1993-1995)
- Tom og Jerry (1940–1967)
- Total Drama Action (2009–2010)
- Total Drama All-Stars (2013)
- Total Drama Island (2007–2009)
- Total Drama Pahkitew Island (2014)
- Total Drama The Ridonculous Race (2014)
- Total Drama Revenge of the Island (2012)
- Total Drama World Tour (2010-2011)
- Dasterdly og Muttley i deres Flyvene Maskiner (1969–1970)
- Top Cat (1961-1962)
- Transformers: Cybertron (2004-2005)
- Transformers: Energon (2005-2006)
- Vi' bare bjørne (2015-2019)
- X-Men: Evolution (2000-2003)
- Yogi bear (1961-1993)
- Yu-Gi-Oh! (1996–2004)
- Yu-Gi-Oh! GX (2004-2008), (2004 Japan), (2006-2007 Danmark)
- Sunes Verden (2002-2003)
- The Garfield Show (2009-nu)
- Venskabsbyen (2011-nu)
- Egyxos (sendes kun i USA)

#### Live-action serier
- Baxter (2010-2011)[kilde mangler]
- Cartoon Network: Pot og Pande (2009-2012)
- Den Nyeste Sladder (2007-2010)
- Spionfamilien (2007-2010)
- Level Up (2012-2013)